# Poa pseudobulbosa
Poa pseudobulbosa là một loài thực vật có hoa trong họ Hòa thảo. Loài này được Bor miêu tả khoa học đầu tiên năm 1972.